# František Novosad
František Novosad (* 22. května 1948, Halenkov) je český politik ČSSD, v letech 2006 až 2013 poslanec Parlamentu ČR za Zlínský kraj.

## Vzdělání, profese a rodina
V roce 1966 se vyučil na SOU nábytkářském v Novém Jičíně, poté nastoupil základní vojensku službu. Roku 1990 maturoval na Stavební škole ve Valašském Meziříčí. V letech 1997-2001 studoval Univerzitu Palackého v Olomouci, kde mu byl udělen titul bakaláře. V období 2001-2003 pokračoval ve studiu na Univerzitě Tomáše Bati ve Zlíně a za diplomovou práci „Projekt marketingové komunikace obce Nový Hrozenkov s turistickou veřejností“ získal titul inženýra.
V letech 1969-1982 pracoval v podniku Bezkyd v Novém Hrozenkově jako pracovník zakázkového odbytu. Mezi lety 1982-1994 vedl vsetínskou pobočku Bezkydu.
Je ženatý, má tři dcery.

## Politická kariéra
V komunálních volbách roku 1994, komunálních volbách roku 1998, komunálních volbách roku 2002, komunálních volbách roku 2006 i komunálních volbách roku 2010 byl zvolen do zastupitelstva městyse Nový Hrozenkov, v roce 1994 jako bezpartijní za ČSSD, v následných volbách již jako člen ČSSD. Profesně se uvádí k roku 1998 a 2002 jako zástupce starosty, v roce 2006 coby starosta a k roku 2010 jako poslanec. V letech 1994-2004 působil jako místostarosta a mezi roky 2004-2006 jako starosta města.
V krajských volbách roku 2004 byl zvolen do Zastupitelstva Zlínského kraje za ČSSD. Mandát krajského zastupitele zastával do roku 2008. Byl předsedou výboru pro zahraniční vztahy.
Ve volbách roku 2006 se stal členem dolní komory českého parlamentu (volební obvod Zlínský kraj). Angažoval se v Zahraničním výboru a Zemědělském výboru. Byl místopředsedou Podvýboru pro lesní a vodní hospodářství a předsedá Podvýboru pro myslivost, rybářství, včelařství, zahrádkářství a chovatelství. Poslanecký mandát obhájil ve volbách v roce 2010. Byl členem zahraničního výboru sněmovny a místopředsedou výboru pro evropské záležitosti.
Stal se předsedou MO ČSSD Nový Hrozenkov, členem OVV ČSSD Vsetín a místopředsedou KVV ČSSD ve Zlínském kraji.